# 释少康
釋少康(736年—805年)，俗姓周，縉雲仙都山人，為淨土宗五祖。

## 生平
母羅氏。七歲時父母捨出家，十五歲通五部。後於越州嘉祥寺受戒，並學毘尼五年。
貞元初至洛陽白馬寺，見殿中有物放光，取視之，則善導所著西方化導文。遂往長安善導影堂內乞願見善導，果見真像化為佛身。乃南行至江陵果願寺，得寺中一法師指示前往新定。於睦州時，以乞得錢勸誘小兒念阿彌陀佛，經一年遂於烏龍山建淨土道場，聚人於午夜行道唱讚。遇齋日則登座，高聲唱阿彌陀佛，佛形從口而出，連誦十聲，十佛若連珠狀。
少康大师以貞元二十一年(顯宗永貞元年)十月初三示寂，墳塔存於州東臺子巖。乾祐三年天台山德韶禪師重建其塔。時人號為“後善導”，後被尊為中國淨土宗第五祖。